# A Day in the Life
«A Day in the Life» (с англ. — «День из жизни») — песня группы The Beatles, выпущенная в 1967 году. Завершающая композиция альбома Sgt. Pepper’s Lonely Hearts Club Band.
По признанию многих критиков, является одной из лучших композиций за всю историю звукозаписи. В частности, в списке 500 величайших песен всех времён по версии журнала Rolling Stone песня была помещена на 26-ю позицию, затем на две позиции понижена. Она также возглавила список «100 лучших песен Beatles», составленный тем же изданием в 2011 году.

## Создание песни и запись
Леннон написал текст песни 17 января 1967 года после того, как узнал из газеты Daily Mail о гибели в автокатастрофе Тары Брауна, друга Леннона и Маккартни. Леннон показал написанный черновик Полу Маккартни, с которым доработал текст, написав изменённую версию на обороте листа заглавными буквами. В середину текста был вставлен куплет, написанный Маккартни — тоже день из жизни, но из другой.
Первая запись проводилась 19 января 1967 года, записав всего четыре дубля, но только на этой сессии у песни было рабочее название In The Life Of….
На четырёх полноценных дублях Леннон спел ведущий вокал на четвёртую дорожку, в то время как его акустическая гитара, фортепиано Маккартни, маракасы Харрисона и конги Старра были записаны вместе на первую дорожку. В четвёртом дубле Леннон добавил два вокальных наложения на дорожки два и три с некоторыми короткими фрагментами, сыгранными Маккартни на фортепиано, на последней. Участники группы не были уверены, чем они хотят заполнить две секции проигрыша, так что Мэл Эванс отсчитывал 24 такта. На конец первой последовательности был заведён будильник. Будильник позже обеспечил прекрасное вступление к вокальному отрывку Маккартни.
Запись продолжалась 20 января. Песня началась с трёх специальных миксов для того, чтобы уменьшить количество занятых дорожек с четырёх до двух. После этого партия ритма была помещена на первую дорожку, а вокалы, местами прописанные дабл-трекингом, и периодически появляющиеся звуки фортепиано — на вторую. Лучшим из трёх миксов был назван дубль шесть, который и стал основой для последующей работы. Маккартни записал партию бас-гитары, а Ринго Старр добавил барабаны, оба — на третью дорожку, но позже они были перезаписаны. Маккартни также добавил клавикорд к вступлению.
Затем Маккартни первый раз записал свой лид-вокал, выложив его на вторую дорожку. Тот заканчивался ругательством после того, как он спел everybody, а не somebody. Партия вокала были сделана заново 3 февраля 1967 года, но оригинальную пробу сохранили в миксе и её можно услышать на Anthology 2. 30 января в третьей студии сделан первый моно-микс, предназначенный для демонстрационных целей, поскольку запись ещё не была завершённой песней.
Следующая запись — 3 февраля. Пол Маккартни и Ринго Старр повторно записали партии бас-гитары и барабанов, которые они записали 20 января. Партией ударных Старра, сделанной в этот день, в частности, сильно восхищались после выхода песни. Затем Маккартни наложил свой лид-вокал на вторую дорожку, исправив неправильное слово, спетое во время предыдущей сессии.
Следующая запись — 10 февраля. Леннон предложил использовать симфонический оркестр, чтобы заполнить инструментальные пассажи песни, но был неспособен выразить свои идеи подходящими словами. Маккартни предложил попросить музыкантов выстроить от самых низких насколько возможно для их инструментов нот до самых высоких, и Джорджу Мартину дали задачу превращения замысла в реальность. Сессия была записана на отдельную катушку с плёнкой, идущей параллельно с ранее записанными инструментами и вокалом. Это потребовало от сотрудников EMI придумать техническое решение, позволяющее двум машинам с четырьмя дорожками работать вместе. Наличие отдельной катушки с плёнкой позволило записать оркестр четыре раза. Затем он был записан в пятый раз, на четвёртую дорожку первой катушки, дав эквивалент двухсот сессионных музыкантов. Маккартни руководил процессом в огромной первой студии.

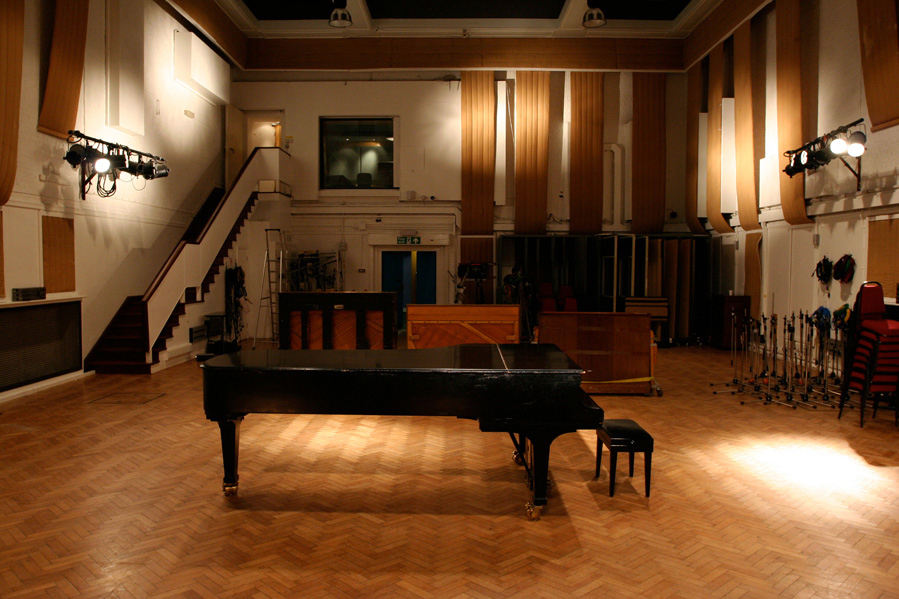
Гранд-фортепиано, на котором был взят финальный аккорд. Эбби-Роуд, студия 2.

Вся сессия была снята на видео. Группа планировала сделать телепрограмму о создании Sgt Pepper’s Lonely Hearts Club Band, начиная с этой вечерней записи, однако позже эта идея была оставлена.
Последняя запись прошла 22 февраля. В конце сессии 10 февраля (на которой были добавлены оркестровые наложения) был собран специальный хор для записи заключительной ноты, спетой с закрытыми ртами. Результат сочли недостаточно впечатляющим; в конечном счёте была выбрана идея аккорда на фортепиано. Первоначально, используя три фортепиано, Джон Леннон, Пол Маккартни, Ринго Старр и Мэл Эванс брали аккорд ми мажор. Маккартни руководил записью. Потребовалось девять попыток, чтобы записать удовлетворительную версию, поскольку у этих пятерых исполнителей возникали трудности с взятием аккорда точно в одно и то же время. У седьмого дубля была самая большая длительность в 59 секунд, но девятый дубль был лучшим.
Ещё три наложения были добавлены, чтобы ещё больше уплотнить звук. На двух из них были дополнительные аккорды на фортепиано, а на третьем Джордж Мартин сыграл на фисгармонии.

## Структура песни
Начальные аккорды песни, исполненные на гитаре, непосредственно накладываются на финальную овацию в «Sgt. Pepper’s Lonely Hearts Club Band (Reprise)».
Песня состоит из двух частей, одна из которых написана Ленноном, а другая — из восьми строчек — Маккартни, причём часть Маккартни вставлена в середину той, что сочинена Ленноном. Фрагменты первоначально писались, как две самостоятельные песни, поэтому сильно различаются между собой, как музыкально, так и литературно. Леннон и Маккартни традиционно исполняют каждый свой куплет. Проблему составил переход от первой части ко второй. Аранжировщик (и продюсер) группы Джордж Мартин оформил его в виде алеаторического пассажа величиной в 24 такта, в начале которого, он нотировал предельную ноту самого низкого регистра (для каждого конкретного инструмента), а в конце — предельную ноту самого высокого регистра. Для большего эффекта он добавил в каждую оркестровую партию крещендо. Этот знаменитый переход (не без труда) исполнили 40 лондонских музыкантов, специально приглашённых для записи песни.
Во время звучания первой части голос Леннона плавно переходит из правого стерео-канала в левый; в финальной части звучит в левом канале и на последних словах «Now they know how many holes it takes to fill the Albert Hall / I’d love to turn you on» возвращается в оба канала. Голос Маккартни звучит только из правого канала. Хотя есть версии, в которых каналы переставлены.
После третьего куплета части Леннона вновь звучит оркестровое крещендо, завершающееся финальным ми-мажорным трезвучием, длящимся 42 секунды. Этот аккорд был взят в десять рук (Леннон, Маккартни, Ринго Старр, Джордж Мартин, Мэл Эванс) на четырёх инструментах: трёх фортепиано и фисгармонии. Значительная длительность звучания аккорда достигнута тем, что в начальный момент его звучания чувствительность микрофонов была выставлена на минимум и постепенно увеличивалась до максимума. Во время звучания аккорда можно разобрать посторонние звуки — скрипы.
После затухания финального аккорда помещён звук собачьего свистка с частотой 15 525 герц, «специально, чтобы раздражать вашу собаку» (этот звук отсутствовал в американском издании альбома 1967 года); автором идеи был Леннон. Следом за ним звучит закольцованный кусок, в котором члены группы поют что-то нечленораздельное. Звучание отрывка создаёт впечатление, что он перевернут наоборот, однако в любом направлении речь не имеет смысла, что является загадкой песни. Этот отрывок представляет собой короткую (около двух секунд) «фразу», повторяющуюся несколько раз, при этом в каждой «фразе» звук переходит из правого динамика в левый.

## Содержание
Часть, написанная Ленноном, описывает различные события жизни, увиденные или прочитанные в новостях. Часть, написанная Маккартни, начинающаяся со звука будильника, описывает обычное утро: пробуждение, утренние ритуалы, опоздание.

## Участники записи
- Джон Леннон — вокал; акустическая гитара, маракасы, фортепиано (в финальном аккорде).
- Пол Маккартни — вокал, бас-гитара, фортепиано.
- Джордж Харрисон — маракасы, акустическая гитара.
- Ринго Старр — ударные, конго, фортепиано (в финальном аккорде).
- Джордж Мартин — фисгармония (в финальном аккорде), продюсер и аранжировщик.
- Мэл Эванс — будильник, счёт, фортепиано (в финальном аккорде).
- Джеффри Эмерик — звукорежиссёр.
- Джон Марстон — арфа.
- Эрих Грюнберг, Грэнвил Джонс, Билл Монро, Юрген Гесс, Ганс Гейгер, Д. Бредли, Лайонел Бентли, Дэвид Маккаллум, Дональд Уикс, Генри Датинер, Сидни Сакс, Эрнест Скотт — скрипка.
- Джон Андервуд, Гвин Эдвардс, Бернард Дэвис, Джон Мик — альт
- Франсиско Габарро, Дэннис Вигей, Алан Дельзиль, Алекс Нифоси — виолончель.
- Сирил Мак-Артер, Гордон Пирс — контрабас
- Роджер Лорд — гобой.
- Бэзил Чайков, Джек Бример — кларнет.
- Н. Фоссет, Альфред Уотерс — фагот
- Клиффорд Севиль, Дэвид Сэндимэн — флейта
- Алан Сивил, Нейл Сандерс — валторна
- Дэвид Мэсон, Монти Монтгомери, Гарольд Джексон — труба
- Раймонд Браун, Раймонд Премру, Т. Мур — тромбон
- Майкл Бэрнс — туба
- Тристан Фрай — литавры

## Реакция и критика
- В декабре 2004 года журнал Rolling Stone опубликовал список 500 величайших песен всех времён. В этом рейтинге песня заняла 26 место. При переиздании списка в 2011 году песня переместилась на 28 позицию.
- После выхода песни критики в унисон твердили, что это одно из лучших произведений Леннона и Маккартни, сравнивая его с «Герникой» Пикассо и «Бесплодной землёй» Томаса Элиота[11].
- Текст песни и финальная тарабарщина дали новую пищу для слухов о гибели Пола Маккартни, якобы детально описываемой в первом куплете.

### Тема наркотиков
Песня вызвала дискуссии из-за возможной ссылки в тексте на наркотики. 1 июня 1967, в день выхода альбома, Би-би-си объявило о запрете «A Day in the Life» на британском радио из-за неоднозначности строчки «I’d love to turn you on» которую можно перевести и как «возбудить наркотически». Также строки «found my way upstairs and had a smoke / and somebody spoke and I went into a dream» намекают на употребление марихуаны.
Леннон и Маккартни отрицали связь текста песни с наркотиками и на банкете в честь выхода альбома публично жаловались менеджеру группы Брайану Эпстайну. Леннон, не скрывая то, что употреблял наркотики, тем не менее утверждал, что песня была всего лишь об автомобильной аварии и её жертве, и назвал эту строчку в песне «самой бесхитростной из фраз».
Из-за подозрений на тему наркотиков песня «A Day in the Life» вместе с «With a Little Help from My Friends» и «Lucy in the Sky with Diamonds» была исключена из версии альбома, распространявшейся в юго-восточной Азии. Вместо них в пластинку попали песни со следующего альбома «Magical Mystery Tour» — «The Fool on the Hill», «Baby, You’re a Rich Man» и «I Am the Walrus».
Впоследствии Пол Маккартни признался, что «наркотическая тема» в песне всё же присутствует. «Это был рискованный намёк. Но мы понимали, что только те люди, которые уже пробовали курить траву, могут понять такой намёк, незнающему человеку догадаться почти невозможно», — заявил Маккартни в интервью Полу Гамбуччини. (Пол Гамбуччини. «Пол Маккартни в его собственных словах», 1976)

## Кавер-версии
Песня «A Day in the Life» несколько раз исполнялась и записывалась другими музыкантами. Несколько раз за свою карьеру к песне the Beatles обращалась группа Phish. Песня вошла в репертуар группы «Мэй», Карла Барата, Эрика Бёрдона и других исполнителей. В заглавном треке альбома «A Day in the Life» джазового гитариста Уэса Монтгомери испольпользовано оркестровое крещендо, похожее на записанное в песне The Beatles.
Пол Маккартни исполнил «A Day in the Life» на Ливерпульском Музыкальном Фестивале вместе с другой известной песней Леннона — «Give Peace a Chance».
| Исполнитель                      | Дата           | Название альбома                                       | Дополнительная информация |
| -------------------------------- | -------------- | ------------------------------------------------------ | ------------------------- |
| Брайан Огер и Тринити            | 1968           | Definitely What                                        |                           |
| Грант Грин                       | 30 января 1970 | Green Is Beautiful                                     |                           |
| Lighthouse                       | 1971           | One Fine Light                                         |                           |
| Эрик Бёрдон и группа War         | 1976           | Love Is All Around                                     |                           |
| Лондонский симфонический оркестр | 1978           | Classic Rock: Second Movement                          |                           |
| Стинг                            | 1993           | Demolition Man                                         |                           |
| Лондонский звёздный оркестр      | 23 апреля 1996 | 20 Beatles Greatest Hits                               | Инструментал              |
| Mae                              | 21 ноября 2006 | The Everglow EP                                        |                           |
| Джефф Бэк                        | 24 ноября 2008 | Performing This Week: Live at Ronnie Scott’s Jazz Club |                           |
| Нил Янг                          | 26 июня 2009   | Glastonburу 2009                                       |                           |
| The Gentle Storm                 | 2015           | Exclusive Tour CD                                      |                           |

## Факты
- На запись финальных нечленораздельных звуков ушло почти столько же времени, сколько на запись первого альбома The Beatles[источник не указан 3127 дней].
- 27 августа 1992 года черновик текста песни, написанный Ленноном, был продан на аукционе Сотбис в Лондоне за 100 000 долларов (56 600 фунтов). В следующий раз черновик был выставлен на торги в 2006 году на нью-йоркском аукционе Bonhams. Владелец рассчитывал выручить за раритет полтора миллиона фунтов. Торги были закрытыми (ставки делались в письменном виде) и продолжались до 7 марта 2006 года.
- В оригинальной версии композиции Юрия Антонова «У берёз и сосен» 1973 года содержался проигрыш из «A Day In the Life». Автором идеи был Анатолий Кролл, занимавшийся аранжировкой песни; по его словам, этот шаг был «символическим музыкальным дружеским „рукопожатием“ между замечательными мелодиями „Битлз“ и прекрасными мелодиями Юры Антонова»[20].